# Karangresik
Karangresik is een bestuurslaag in het regentschap Tasikmalaya van de provincie West-Java, Indonesië. Karangresik telt 4292 inwoners (volkstelling 2010).